# Alchemilla perglabra
Alchemilla perglabra é uma espécie de rosácea do gênero Alchemilla, pertencente à família Rosaceae.